# Il mio prossimo amore/Penelope
Il mio prossimo amore/Penelope è un singolo di Loretta Goggi, pubblicato nel 1981 come secondo estratto dell'album Il mio prossimo amore.
Il singolo si posiziona al ventesimo posto dei singoli più venduti e, secondo le certificazioni ufficiali della FIMI, vendette cinquecentomila copie,.
Il brano sul lato A, scritto da Paolo Amerigo Cassella e Totò Savio, già autori del successo Maledetta primavera, racconta l'avventura estiva di una donna (tu sopra di me) da lei vissuta nell'attesa di un prossimo amore che si augura più grande, bello ed importante. Il mio prossimo amore era la sigla finale di Hello Goggi, primo varietà musicale di Canale 5 del 1981 per la regia di Enzo Trapani, che vede la soubrette debuttare sulle reti Fininvest. Contribuisce al successo del brano anche la coreografia del gesto con le mani che si incontrano di scatto e si aprono lentamente assieme alla ritmica del ritornello.
Il lato B del disco contiene Penelope, scritto da Paolo Amerigo Cassella, Jacqueline Schweitzer e Franco Marino, anch'esso contenuto nell'album.
Il 45 giri è stato distribuito anche in Germania, Austria e Scandinavia.

## Tracce
Lato A
1. Il mio prossimo amore – 3:56 (Paolo Amerigo Cassella-Totò Savio)

Durata totale: 3:56
Lato B
1. Penelope – 3:56 (Paolo Amerigo Cassella-Jacqueline Schweitzer-Franco Marino)

Durata totale: 3:56